# Ronald Guttman

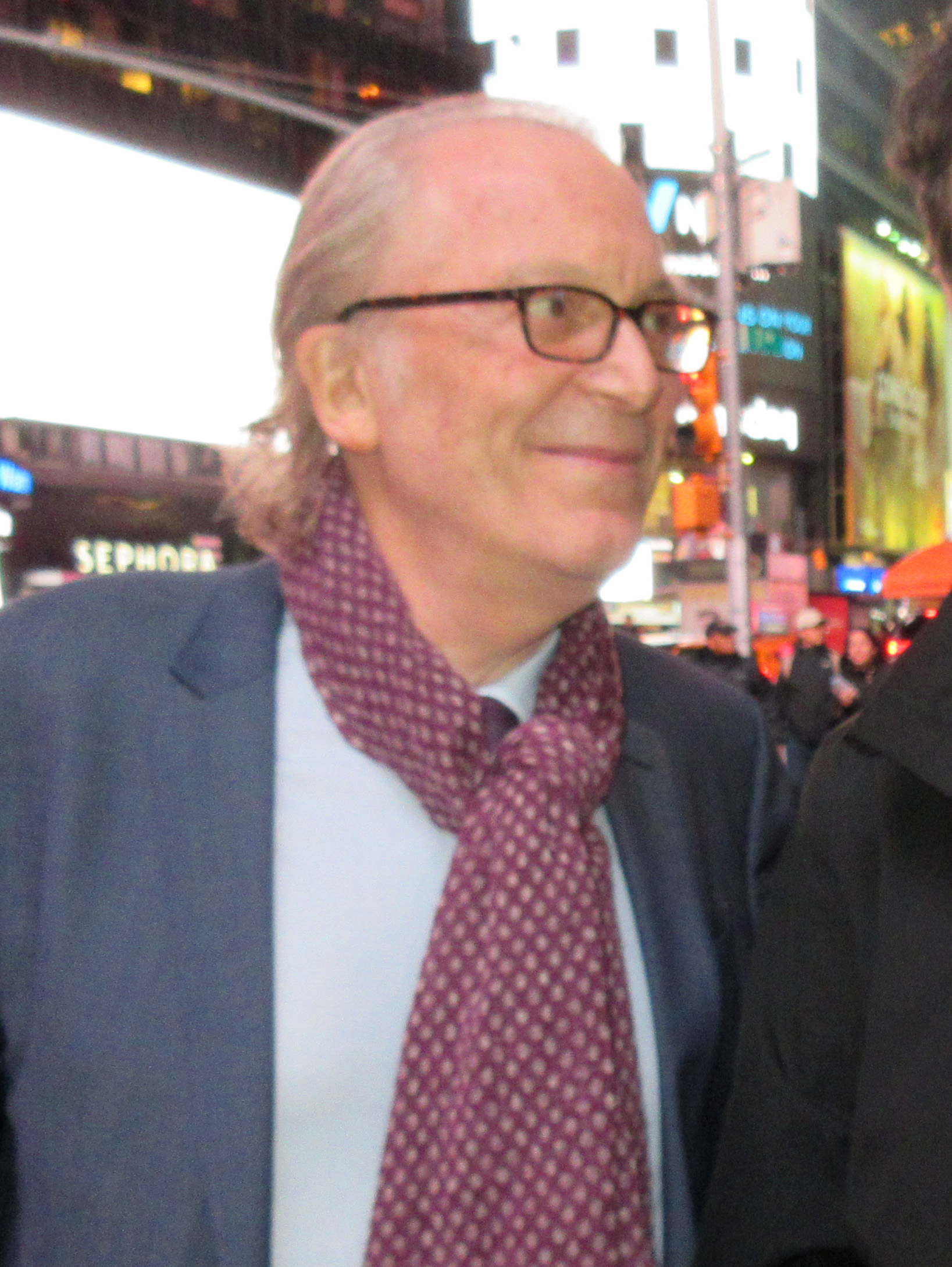
Ronald Guttman (2019)

Ronald Guttman (* 12. August 1952 in Uccle/Ukkel) ist ein belgischer Schauspieler sowie Film- und Theaterproduzent.

## Leben und Wirken
Ronald Guttman trat erstmals in den 1970er-Jahren in einer Vielzahl von Fernsehfilmen und -serien wie etwa Le renard à l'anneau d'or in Erscheinung. Seine erste größere Nebenrolle in einem Spielfilm war die des Herman in Andrzej Wajdas Historienfilm Danton. Im Folgenden konnte er Gastauftritte und Nebenrollen in erfolgreichen Fernsehserien wie Lost, All My Children, Law & Order, Heroes und Star Trek: Raumschiff Voyager verzeichnen, spielte aber auch weiterhin in bekannten Kinofilmen mit, darunter Jagd auf Roter Oktober oder 13.
Zusammen mit seiner Frau Amy führt Ronald Guttman derzeit die Firma H!ghbrow, mit der er diverse Film- und Theaterprojekte produziert und realisiert. Diese konnten unter anderem den Drama Desk Award gewinnen.

## Filmografie (Auswahl)
- 1983: Danton
- 1983: Hanna K.
- 1987: The Squeeze
- 1989: Ninas Alibi (Her Albibi)
- 1990: Jagd auf Roter Oktober (The Hunt for Red October)
- 1990: Avalon
- 1990: Green Card – Scheinehe mit Hindernissen (Green Card)
- 1993: … und das Leben geht weiter (And the Band played on)
- 1993: Kommissar Navarro (Navarro, Fernsehserie, 1 Folge)
- 1996: Beast – Schrecken der Tiefe (The Beast)
- 2001: Inside a Skinhead (The Believer)
- 2002: Der Super-Guru (The Guru)
- 2004: The Tollbooth
- 2006: Blitzlichtgewitter (Delirious)
- 2007: Der Klang des Herzens (August Rush)
- 2008: 27 Dresses
- 2009: 10 Minuten in Paris (10 Minutes à Paris)
- 2010: 13
- 2012: 30 Beats
- 2012: Mad Men (Fernsehserie, Folge 5x07)
- 2013: Elementary (Fernsehserie, Folge 2x03)
- 2017: Homeland (Fernsehserie, Folge 6x06)
- 2017: Preacher (Fernsehserie, 10 Folgen)
- 2020: Hunters (Fernsehserie, 4 Folgen)
- 2021: Godfather of Harlem (Fernsehserie, 4 Folgen)